# Камышовые хомячки
Камышовые хомячки (лат. Zygodontomys) — род хомяков из подсемейства Sigmodontinae, обитающих в Центральной и Южной Америке.
Длина тела камышовых хомячков достигает от 10 до 16 сантиметров, хвост иногда бывает очень коротким, от 4 до 13 сантиметров. Вес от 60 до 140 г. Цвет шерсти сверху от желтовато-коричневого до рыжеватоватого, снизу бело-серый или белый. Уши и хвост коричневые.
Эти грызуны обитают в Центральной и Южной Америке от Коста-Рики до бассейна Амазонки в Бразилии. Они живут на открытой, заросшей кустарником местности и часто их находят у воды.
Они ведут ночной образ жизни и в основном остаются на земле, оставляя следы в траве. Они населяют норы в земле, в которых строят гнезда из травы и стеблей. Они едят траву (включая сахарный тростник и рис), семена и фрукты.
После периода беременности около 25 дней самка рожает в среднем 4,6 детеныша. Детеныши прозревают на 7 день, перестают питаться молоком матери на 9—11 день и достигают половой зрелости к 25—42 дням.
Есть два вида:
- Короткохвостый камышовый хомячок (Zygodontomys brevicauda) распространён от Коста-Рики до бассейна Амазонки, а также обитает на островах Тринидад и Тобаго.
- Бурый камышовый хомячок (Zygodontomys brunneus) встречается только в долинах на севере Колумбии.

Согласно МСОП, ни один из видов не находится под угрозой исчезновения, но это утверждение нуждается в проверке, так как возможно устарело.